# Neotremella
Neotremella är ett släkte av svampar. Neotremella ingår i familjen Tremellaceae, ordningen gelésvampar, klassen Tremellomycetes, divisionen basidiesvampar och riket svampar.
|             | Tremella                               |
|             |                                        |
|             | Cryptococcus                           |
|             |                                        |
|             | Holtermannia                           |
|             |                                        |
|             | Epidochium                             |
|             |                                        |
|             | Bullera                                |
|             |                                        |
|             | Filobasidiella                         |
|             |                                        |
|             | Dioszegia                              |
|             |                                        |
|             | Papiliotrema                           |
|             |                                        |
|             | Bulleribasidium                        |
|             |                                        |
|             | Hormomyces                             |
|             |                                        |
|             | Auriculibuller                         |
|             |                                        |
|             | Dictyotremella                         |
|             |                                        |
|             | Biatoropsis                            |
|             |                                        |
|             | Bulleromyces                           |
|             |                                        |
|             | Tsuchiyaea                             |
|             |                                        |
| Neotremella | \| \| Neotremella guzmanii \| \| \| \| |
|             | \| \| Neotremella guzmanii \| \| \| \| |
|             | Trimorphomyces                         |
|             |                                        |
|             | Sirotrema                              |
|             |                                        |
|             | Neotremella guzmanii                   |
|             |                                        |

|  | Neotremella guzmanii |
|  |                      |